# Chimarra kabashana
Chimarra kabashana är en nattsländeart som först beskrevs av G. Marlier 1943.  Chimarra kabashana ingår i släktet Chimarra och familjen stengömmenattsländor. Inga underarter finns listade i Catalogue of Life.